# Lijst van nummer 1-hits in de Vlaamse top 10 in 2014
De volgende hits stonden in 2014 op nummer 1 in de Vlaamse Vlaamse top 10.
| Datum        | Artiest                                                 | Titel                                    |
| ------------ | ------------------------------------------------------- | ---------------------------------------- |
| 4 januari    | De Romeo's                                              | Droog nu je tranen                       |
| 11 januari   | Christoff & Belle Pérez                                 | Ik hoor bij jou / El ritmo de la passion |
| 18 januari   | Flip Kowlier                                            | Directeur                                |
| 25 januari   | Christoff & Belle Pérez                                 | Ik hoor bij jou / El ritmo de la passion |
| 1 februari   | Maarten Cox                                             | Vrij                                     |
| 8 februari   | Maarten Cox                                             | Vrij                                     |
| 15 februari  | Slongs Dievanongs & Niels Destadsbader                  | Move tegen pesten                        |
| 22 februari  | Slongs Dievanongs & Niels Destadsbader                  | Move tegen pesten                        |
| 1 maart      | De Romeo's & Willy Sommers                              | Jij bent zo mooi                         |
| 8 maart      | Slongs Dievanongs & Niels Destadsbader                  | Move tegen pesten                        |
| 15 maart     | Lindsay                                                 | Dag en nacht                             |
| 22 maart     | Marco Tornado                                           | Oh Sabine!                               |
| 29 maart     | Lindsay                                                 | Dag en nacht                             |
| 5 april      | Lindsay                                                 | Dag en nacht                             |
| 12 april     | Lindsay                                                 | Dag en nacht                             |
| 19 april     | Laura Lynn                                              | Jij en ik                                |
| 26 april     | Laura Lynn                                              | Jij en ik                                |
| 3 mei        | Elke Buyle                                              | Laat het los                             |
| 10 mei       | Elke Buyle                                              | Laat het los                             |
| 17 mei       | Elke Buyle                                              | Laat het los                             |
| 24 mei       | Michael Lanzo                                           | Vraag aan mij niet hoe                   |
| 31 mei       | Sasha & Davy                                            | Wonderkind                               |
| 7 juni       | Lindsay                                                 | Bella romantica                          |
| 14 juni      | Christoff                                               | M'n beste vriend                         |
| 21 juni      | Christoff                                               | M'n beste vriend                         |
| 28 juni      | Luc Steeno & Laura Lynn                                 | Diep in je ogen                          |
| 5 juli       | Christoff                                               | M'n beste vriend                         |
| 12 juli      | De Romeo's                                              | Deze is voor Julia                       |
| 19 juli      | De Romeo's                                              | Deze is voor Julia                       |
| 26 juli      | De Romeo's                                              | Deze is voor Julia                       |
| 2 augustus   | De Romeo's                                              | Deze is voor Julia                       |
| 9 augustus   | De Romeo's                                              | Deze is voor Julia                       |
| 16 augustus  | Jo Vally                                                | We dansen de nacht voorbij               |
| 23 augustus  | Jo Vally                                                | We dansen de nacht voorbij               |
| 30 augustus  | Jo Vally                                                | We dansen de nacht voorbij               |
| 6 september  | Lindsay                                                 | Over alle 7 zeeën                        |
| 13 september | Sergio                                                  | Alleen bij jou                           |
| 20 september | Sergio                                                  | Alleen bij jou                           |
| 27 september | Sergio                                                  | Alleen bij jou                           |
| 4 oktober    | Sergio                                                  | Alleen bij jou                           |
| 11 oktober   | Sergio                                                  | Alleen bij jou                           |
| 18 oktober   | Sergio                                                  | Alleen bij jou                           |
| 25 oktober   | Sergio                                                  | Alleen bij jou                           |
| 1 november   | Maarten Cox                                             | Leuker met twee                          |
| 8 november   | Christoff                                               | Onze vader                               |
| 15 november  | Christoff                                               | Onze vader                               |
| 22 november  | Christoff                                               | Onze vader                               |
| 29 november  | Christoff                                               | Onze vader                               |
| 6 december   | Zeppe & Zikki feat. Jacques Vermeire en Jef Martens     | Hougabouga                               |
| 13 december  | SportStan feat. De Grote Peter Van de Veire Ochtendshow | Als ik in een kerstbal kijk              |
| 20 december  | SportStan feat. De Grote Peter Van de Veire Ochtendshow | Als ik in een kerstbal kijk              |
| 27 december  | SportStan feat. De Grote Peter Van de Veire Ochtendshow | Als ik in een kerstbal kijk              |

Lijsten van nummer 1-hits in de Radio 2 Top 30

1970 ·
1971 ·
1972 ·
1973 ·
1974 ·
1975 ·
1976 ·
1977 ·
1978 ·
1979 ·
1980 ·
1981 ·
1982 ·
1983 ·
1984 ·
1985 ·
1986 ·
1987 ·
1988 ·
1989 ·
1990 ·
1991 ·
1992 ·
1993 ·
1994 ·
1995 ·
1996 ·
1997 ·
1998 ·
1999 ·
2000 ·
2001 ·
2002 ·
2003 ·
2004 ·
2005 ·
2006 ·
2007 ·
2008 ·
2009 ·
2010 ·
2011 ·
2012 ·
2013 ·
2014 ·
2015 ·
2016 ·
2017 ·
2018 ·
2019 ·
2020 ·
2021 ·
2022 ·
2023 ·
2024 ·
2025
Lijsten van nummer 1-hits in de Ultratop 50 

1995 ·
1996 ·
1997 ·
1998 ·
1999 ·
2000 ·
2001 ·
2002 ·
2003 ·
2004 ·
2005 ·
2006 ·
2007 ·
2008 ·
2009 ·
2010 ·
2011 ·
2012 ·
2013 ·
2014 ·
2015 ·
2016 ·
2017 ·
2018 ·
2019 ·
2020 ·
2021 ·
2022 ·
2023 ·
2024 ·
2025
Lijsten van nummer 1-hits in de Vlaamse top 50

2001 ·
2002 ·
2003 ·
2004 ·
2005 ·
2006 ·
2007 ·
2008 ·
2009 ·
2010 ·
2011 ·
2012 ·
2013 ·
2014 ·
2015 ·
2016 ·
2017 ·
2018 ·
2019 ·
2020 ·
2021 ·
2022 ·
2023 ·
2024 ·
2025
- Nederland (Top 40)
- Nederland (Single Top 100)
- Nederland (3FM Mega Top 50)
- Nederland (iTunes Top 30)
- Nederland (Graadmeter)
- Vlaanderen (Radio 2 Top 30)
- Vlaanderen (Ultratop 50)
- Vlaanderen (Top 30 van Ultratop)
- Vlaanderen (De Afrekening)
- Wallonië
- Australië
- Canada
- Denemarken
- Duitsland
- Europa
- Finland
- Frankrijk
- Ierland
- Italië
- Nieuw-Zeeland
- Noorwegen
- Oostenrijk
- Polen
- Portugal
- Spanje
- Verenigd Koninkrijk
- Verenigde Staten (Hot 100)
- Zweden
- Zwitserland